# (73660) 1981 EZ19
(73660) 1981 EZ19 – planetoida z pasa głównego asteroid okrążająca Słońce w ciągu 4,05 lat w średniej odległości 2,54 j.a. Odkryta 2 marca 1981 roku.